# ウルフ・オブ・リベンジ 復讐の狼
『ウルフ・オブ・リベンジ 復讐の狼』（原題: Avengement）は、2019年に製作されたイギリスの映画。日本ではゲオで先行レンタルされた後、DVDが発売された。また、Netflixでは『アヴェンジメント』という題で配信された。

## ストーリー
カイン・バージェスという囚人が警官に付き添われて病死した母親と面会するが、警官たちを打ち倒してそのまま逃走。その後、カインはギャングの溜まり場であるパブにやって来て中折式のショットガンを持ち出し、チンピラたちを人質に取る。パブのオーナーはギャングのボス、リンカーンであり、カインはリンカーンの弟であった。兄リンカーンの企みによって劣悪な刑務所、HMPベルマーシュに収監されたというカインは、兄への復讐を開始する。

## キャスト
| 役名                   | 俳優                     | 日本語吹替 |
| ---------------------- | ------------------------ | ---------- |
| カイン・バージェス     | スコット・アドキンス     | 斎藤寛仁   |
| リンカーン・バージェス | クレイグ・フェアブラス   |            |
| チューン               | トーマス・ターグーズ     |            |
| ハイド                 | ニック・モラン           |            |
| ベズ                   | カーストン・ウェアリング |            |
| オハラ刑事             | ルイス・マンディロア     |            |